# День Калевалы
День «Ка́левалы» (фин. Kalevalan päivä швед. Kalevaladagen) — праздник в честь финского и карельского национального поэтического эпоса «Калевала». Отмечается 28 февраля, это день официального поднятия национального флага.

## История
День «Калевалы» отмечается 28 февраля, так как именно эту дату Элиас Лённрот в 1835 году поставил рядом со своей подписью в предисловии к первой законченной рукописи «Калевалы» — так называемой «старой Калевале» (фин. Vanha Kalevala). День «Калевалы» впервые официально отпраздновали в 1860 году.
В 1920-х годах «День Калевалы» стал отмечаться в день финского флага, 28 февраля. С 1978 года 28 февраля, в соответствии с указом финляндских властей, — официальный день «Калевалы», праздник финской и карельской культуры.

## Празднование
Каждый год в Финляндии и Карелии в день праздника проходит «Калевальский карнавал», в форме уличного костюмированного шествия, а также театрализованных представлений по сюжету эпоса и музыкального песенного марафона.